# Europees kampioenschap zeilwagenrijden 1996
Het Europees kampioenschap zeilwagenrijden 1996 was een door de Internationale Vereniging voor Zeilwagensport (FISLY) georganiseerd kampioenschap voor zeilwagenracers. De 34e editie van het Europees kampioenschap vond plaats in het Franse Asnelles.

## Uitslagen
| klasse   | Goud                   | Zilver          | Brons        |
| -------- | ---------------------- | --------------- | ------------ |
| Standart | Jean Philippe Krischer | Paul Ganier     | Benoît Catry |
| Klasse 2 | Peter Allemeersch      | Henri Demuysere | Johan Sobry  |
| Klasse 3 | Hans Werner Eickstädt  | Egon Plovier    | Steve Borril |
| Klasse 5 | Tadeg Normand          | Michel Jacq     | Brice Petit  |

1963 ·
1964 ·
1965 ·
1966 ·
1967 ·
1968 ·
1969 ·
1970 ·
1971 ·
1972 ·
1973 ·
1974 ·
1975 ·
1976 ·
1977 ·
1978 ·
1979 ·
1980 ·
1981 ·
1982 ·
1983 ·
1984 ·
1985 ·
1986 ·
1987 ·
1988 ·
1989 ·
1990 ·
1991 ·
1992 ·
1993 ·
1994 ·
1995 ·
1996 ·
1997 ·
1998 ·
1999 ·
2000 ·
2001 ·
2002 ·
2003 ·
2004 ·
2005 ·
2006 ·
2007 ·
2009 ·
2010 ·
2011 ·
2013 ·
2015 ·
2016 ·
2017 ·
2019 ·
2020 ·